# Nestor (Sirotienko)
Nestor, imię świeckie Jewgienij Jurjewicz Sirotienko (ur. 4 września 1974 w Moskwie) – biskup Rosyjskiego Kościoła Prawosławnego.

## Życiorys
Urodził się w rodzinie urzędniczej. W trybie zaocznym ukończył studia informatyczne w instytucie historyczno-archiwistycznym Rosyjskiego Państwowego Uniwersytetu Humanistycznego. W latach 1991–1995, po ukończeniu nauki, pracował w administracji państwowej. W 1995 wstąpił do seminarium duchownego w Moskwie. 28 marca 1998 złożył wieczyste śluby mnisze przed arcybiskupem werejskim Eugeniuszem, przyjmując imię Nestor na cześć świętego mnicha Nestora Kronikarza. Ten sam hierarcha wyświęcił go 24 kwietnia 1998 na hierodiakona, zaś 29 listopada 1999 na hieromnicha. W tym czasie mnich Nestor był już studentem Moskiewskiej Akademii Duchownej, z której został skierowany na studia w Instytucie św. Sergiusza z Radoneża w Paryżu. W tym samym momencie czasowo przeszedł w jurysdykcję Zachodnioeuropejskiego Egzarchatu Parafii Rosyjskich Patriarchatu Konstantynopolitańskiego. W 2001 jego zwierzchnik, arcybiskup Sergiusz (Konowałow), wyznaczył go na proboszcza parafii Chrystusa Zbawiciela w Asnières.
W 2004 ukończył studia teologiczne w Instytucie św. Sergiusza, otrzymał również w trybie eksternistycznym dyplom Moskiewskiej Akademii Duchownej. 26 marca 2004 ponownie przeszedł w jurysdykcję Patriarchatu Moskiewskiego, wchodząc w skład duchowieństwa eparchii chersoneskiej. 10 maja tego samego roku objął czasowo obowiązki proboszcza parafii Trzech Świętych Hierarchów w Paryżu (został nim na stałe 1 czerwca 2008). 15 stycznia 2008 został również dziekanem dekanatu francuskiego; w tym samym roku podniesiony do godności ihumena. Koordynował działania związane z budową nowej cerkwi Rosyjskiego Kościoła Prawosławnego w Paryżu. Od 2009 był również wykładowcą teologii pastoralnej w seminarium duchownym eparchii chersoneskiej.
31 maja Święty Synod Rosyjskiego Kościoła Prawosławnego wyznaczył go na biskupa pomocniczego eparchii chersoneskiej z tytułem biskupa kafskiego. W związku z tym 28 sierpnia 2010 został podniesiony do godności archimandryty. Chirotonia biskupia miała miejsce 5 września 2010 w soborze Chrystusa Zbawiciela w Moskwie, pod przewodnictwem papieża-patriarchy Aleksandrii i całej Afryki Teodora II. 24 grudnia tego samego roku został biskupem ordynariuszem eparchii chersoneskiej.
W 2018 r. został pierwszym ordynariuszem nowo utworzonej eparchii hiszpańsko-portugalskiej.
W sierpniu 2019 r. położył kamień węgielny pod cerkiew Spotkania Pańskiego w Adeje (Teneryfa, Wyspy Kanaryjskie), jest to trzecia rosyjska świątynia prawosławna zbudowana w Hiszpanii.
W październiku 2022 r. został ponownie powołany na katedrę chersoneską, co oznaczało równocześnie objęcie przez niego urzędu egzarchy zachodnioeuropejskiego. Tymczasowo zachował urząd biskupa madrycko-lizbońskiego. W związku z tą decyzją w listopadzie tego samego roku otrzymał godność metropolity.